# Championnat d'Europe 2000 de football américain
 (août 2018).
Si vous disposez d'ouvrages ou d'articles de référence ou si vous connaissez des sites web de qualité traitant du thème abordé ici, merci de compléter l'article en donnant les références utiles à sa vérifiabilité et en les liant à la section « Notes et références ».
Navigation
1997 2001
Le Championnat d'Europe 2000 de football américain (en anglais, 2000 American Football European Championship) est la 9e édition du Championnat d'Europe de football américain. Il s'agit d'une compétition continentale de football américain mettant aux prises les sélections nationales européennes affiliées à l'EFAF.
Cette édition devait avoir lieu en Suède en 1999, mais la fédération suédoise n’ayant pu l’organiser, la phase finale de l’EPTF a été reportée en 2000, ce tournoi étant pour la première fois de type itinérant.
C'est l'équipe de Finlande qui pour la quatrième fois consécutive remporte la compétition, la cinquième de son histoire.

## Équipes participantes
| # | Équipe          | Motif de la qualification | Dernière participation |
| - | --------------- | ------------------------- | ---------------------- |
| 1 | Finlande        | 1er de l' Euro 1997       | Euro 1997              |
| 2 | Allemagne       | -                         | Euro 1993              |
| 3 | Ukraine         | -                         | Euro 1995              |
| 4 | Grande-Bretagne | 4e de l' Euro 1997        | Euro 1997              |
| 5 | Autriche        | -                         | Euro 1995              |
| 6 | France          | -                         | Euro 1995              |
| 7 | Russie          | -                         | Inédit                 |

## Les matchs
|  | Quarts de finale | Quarts de finale |           |    | Demi-finales | Demi-finales |  |  | Finale | Finale |
|  | Quarts de finale | Quarts de finale |           |    | Demi-finales | Demi-finales |  |  | Finale | Finale |
|  |                  |                  |           |    |              |              |  |  |        |        |
|  |                  |                  |           |    |              |              |  |  |        |        |
|  |                  |                  |           |    |              |              |  |  |        |        |
|  |                  |                  |           |    |              |              |  |  |        |        |
|  |                  |                  |           |    |              |              |  |  |        |        |
|  |                  |                  |           |    |              |              |  |  |        |        |
|  | Finlande         | 34               |           |    |              |              |  |  |        |        |
|  | Finlande         | 34               |           |    |              |              |  |  |        |        |
|  |                  | Grande-Bretagne  | 9         |    |              |              |  |  |        |        |
|  | Grande-Bretagne  | Grande-Bretagne  | 9         | 42 |              |              |  |  |        |        |
|  | Grande-Bretagne  |                  |           | 42 |              |              |  |  |        |        |
|  | France           | 0                |           |    |              |              |  |  |        |        |
|  | France           | 0                | Finlande  | 30 |              |              |  |  |        |        |
|  |                  |                  | Finlande  | 30 |              |              |  |  |        |        |
|  |                  | Allemagne        | 29        |    |              |              |  |  |        |        |
|  | Autriche         | Allemagne        | 29        | 0  |              |              |  |  |        |        |
|  | Autriche         |                  |           | 0  |              |              |  |  |        |        |
|  | Allemagne        | 42               |           |    |              |              |  |  |        |        |
|  | Allemagne        | 42               | Allemagne | 45 |              |              |  |  |        |        |
|  |                  |                  | Allemagne | 45 |              |              |  |  |        |        |
|  |                  | Ukraine          | 6         |    |              |              |  |  |        |        |
|  | Ukraine          | Ukraine          | 6         | 13 |              |              |  |  |        |        |
|  | Ukraine          |                  |           | 13 |              |              |  |  |        |        |
|  | Russie           | 3                |           |    |              |              |  |  |        |        |
|  | Russie           | 3                |           |    |              |              |  |  |        |        |